# Țigănași (gmina)
Țigănași – gmina w Rumunii, w okręgu Jassy. Obejmuje miejscowości Cârniceni, Mihail Kogălniceanu, Stejarii i Țigănași. W 2011 roku liczyła 4063 mieszkańców.